# Ейшиська волость
Ейшиська волость — історична адміністративно-територіальна одиниця Лідського повіту Віленської губернії (попередньо — Литовської та Гродненської губерній).
Станом на 1886 рік складалася з 90 поселень, 6 сільських громад. Населення — 11291 особа (5662 чоловічої статі та 5629 — жіночої), 632 дворових господарств.
|                     | Площа, десятин | У тому числі орної, дес. |
| ------------------- | -------------- | ------------------------ |
| Сільських громад    | 2703           | 710 ?                    |
| Приватної власності | 30548          | 11372                    |
| Казенної власності  | —              | —                        |
| Іншої власності     | 33             | 25                       |
| Загалом             | 33284          | 18704                    |

Найбільше поселення волості:
- Юрздика — село при річці Версака за 35 верст від повітового міста, 88 осіб, 14 дворів, костел, школа, 2 кузні, постоялий двір.
- Ейшишки — містечко при річці Версака, 371 особа, 37 дворів, синагога, 2 єврейські молитовні будинки, єврейська богодільня, поштова станція, пивоварний завод, 2 шкіряних заводи, 38 лавок, 12 постоялих дворів, 3 ярмарки на рік, базари щочетверга.